# Jeux méditerranéens de 2022
Navigation
Tarragone 2018 Tarente 2026
Les Jeux méditerranéens de 2022 sont la 19e édition des Jeux méditerranéens, organisés à Oran en Algérie. Ces Jeux, initialement prévus à l'été 2021, sont reportés du 25 juin au 5 juillet 2022 en raison de la pandémie de Covid-19 ayant bouleversé le calendrier olympique.

## Sélection des villes

### Désignation du pays organisateur
L'organisation des Jeux méditerranéens en 2022 se dispute entre cinq villes qui se déclarent candidates à l'organisation : Dubrovnik, Kotor, Mostar, Oran et Sfax. Les deux candidatures retenues pour le second tour sont Oran et Sfax. L'édition de 2021 est attribuée à Oran qui l'a emportée sur Sfax (Tunisie) lors d'un vote organisé pendant l'assemblée générale du Comité international des Jeux méditerranéens qui s'est tenue à Pescara (Italie) le 27 août 2015,,. Il s'agit pour l’Algérie, d'une deuxième organisation après celle des Jeux méditerranéens de 1975 se déroulant dans la capitale Alger. Oran est la deuxième plus grande ville d'Algérie, avec une population d'environ 1,2 million d'habitants. Il s'agit de la première organisation d'une compétition multisports pour la ville côtière de la Mer Méditerranée.
| Résultats du choix de la ville candidate | Résultats du choix de la ville candidate | Résultats du choix de la ville candidate | Résultats du choix de la ville candidate | Résultats du choix de la ville candidate |
| Ville candidate                          | Pays                                     | 1er tour                                 | 2e tour                                  |                                          |
| ---------------------------------------- | ---------------------------------------- | ---------------------------------------- | ---------------------------------------- | ---------------------------------------- |
| Oran                                     | Algérie                                  | Accepte                                  | 51                                       |                                          |
| Sfax                                     | Tunisie                                  | Accepte                                  | 17                                       |                                          |
| Mostar                                   | Bosnie-Herzégovine                       | Éliminé                                  | -                                        |                                          |
| Dubrovnik                                | Croatie                                  | Éliminé                                  | -                                        |                                          |
| Kotor                                    | Monténégro                               | Éliminé                                  | -                                        |                                          |
| Total des suffrages exprimés             | Total des suffrages exprimés             | -                                        | 68                                       |                                          |

### Covid-19 et report
Le 10 mars 2020, à la suite de la pandémie de Covid-19 qui touche le monde et les pays méditerranéens, le président de l’Assemblée populaire de la wilaya d’Oran demande l'annulation des Jeux méditerranéens Oran 2021.
Le 31 mars 2020, Sid Ali Khaldi, ancien ministre algérien de la Jeunesse et des Sports, annonce que le report des Jeux méditerranéens a été décidé et ils sont décalés à l'été 2022.

## Organisation

### Logo et mascotte
Le logo ainsi que la charte graphique des Jeux méditerranéens Oran 2021 a été refait en septembre 2019.
Wihro, la mascotte des Jeux méditerranéens Oran 2021 représente un lion (symbole de la ville d'Oran) avec les couleurs des Jeux et du bassin méditerranéen.

### Cérémonies

#### Ouverture
Pour cette 19e édition, la cérémonie d’ouverture des Jeux méditerranéens se déroule pendant la soirée du 25 juin 2022 à partir de 20 h 30 (heure locale), au nouveau stade olympique, le Stade Miloud-Hadefi, elle dure 2 heures et 30 minutes. Devant plus de 40 000 spectateurs, cette cérémonie met en avant l'histoire de la ville d'Oran ou généralement l'histoire de l’Algérie et son lien historique et culturel avec la mer Méditerranée. Plusieurs personnalités sont présentes, notamment l’entraîneur de l’équipe d’Algérie de football, Djamel Belmadi, l'émir du Qatar, cheikh Tamim ben Hamad Al Thani, ou le prince de Monaco et d'autres,
.

#### Clôture
La cérémonie de clôture des Jeux méditerranéens se déroule pendant la soirée du 6 juillet 2022 à 20 h 30 (heure locale), au Stade Miloud-Hadefi, elle durera 2 heures et 30 minutes. Elle
a été marquée par la participation de l’orchestre de la Garde républicaine algérienne. Plusieurs personnalités sont présentes, notamment DJ Snake, Cheb Mami, ainsi que la présidente de la République fédérale démocratique d’Éthiopie, Sahle-Work Zewde, en tant qu’invitée d’honneur.

## Nations participantes
Au total, 26 pays participeront à cette édition des Jeux méditerranéens :
| Afrique                                                                   | Asie                      | Europe |
| - Algérie (324) - Égypte (191) - Libye (14) - Maroc (137) - Tunisie (175) | - Liban (38) - Syrie (26) | - Albanie (50) - Andorre (11) - Bosnie-Herzégovine (54) - Chypre (113) - Croatie (110) - Espagne (282) - France (313) - Grèce (176) - Italie (371) - Kosovo (40) - Macédoine du Nord (79) - Malte (31) - Monaco (17) - Monténégro (32) - Portugal (163) - Saint-Marin (20) - Serbie (160) - Slovénie (139) - Turquie (324) |
| 5 pays                                                                    | 2 pays                    | 19 pays |

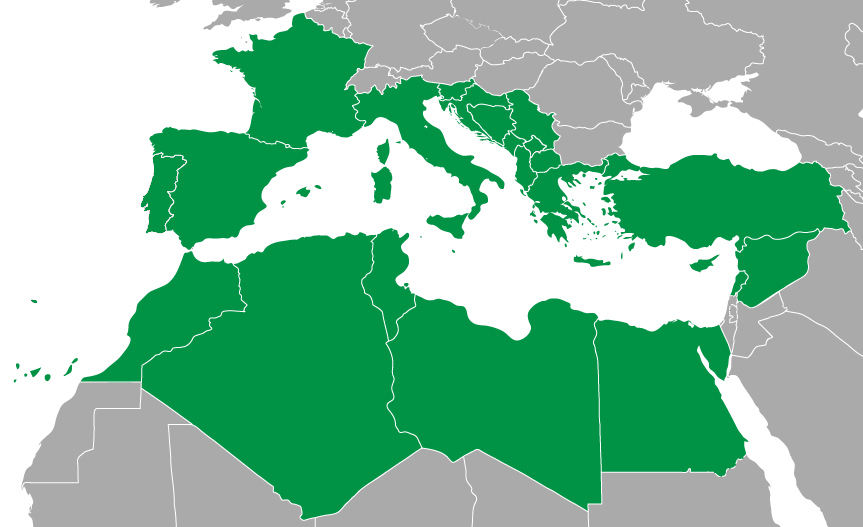
Pays participants

Une représentante du Vatican a participé de manière non officielle au semi-marathon féminin

## Disciplines
Les jeux méditerranéens Oran 2022 comportent 24 disciplines :
Le nombre de sports olympiques, correspondant au nombre de fédérations internationales, est donc fixé à 27 pour ces Jeux d'Oran :
- Athlétisme (détail)
- Badminton (détail)
- Basket-ball à trois (détail)
- Boules (détail)
  - Boule lyonnaise
  - Pétanque
  - Raffa (boules) (en)
- Boxe (détail)
- Cyclisme (détail)
- Escrime (détail)
- Équitation (détail)
- Football (détail)
- Gymnastique (détail)
- Haltérophilie (détail)
- Handball (détail)
- Judo (détail)
- Karaté (détail)
- Lutte (détail)
- Natation (détail)
- Sports équestres
- Taekwondo (détail)
- Tennis (détail)
- Tennis de table (détail)
- Tir (détail)
- Tir à l'arc (détail)
- Voile (détail)
- Volley-ball (détail)
- Water-polo (détail)

Toutes les disciplines comportent une épreuve masculine et une épreuve féminine sauf pour le football, uniquement ouverts aux hommes.

## Sites des compétitions
Les 24 sites de compétition et les 22 sites d'entrainement sont répartis autour de la wilaya d'Oran, notamment au sein de la ville d'Oran.
Le Stade Olympique d'Oran (Stade Miloud Hadefi) dont la capacité est de 40 000 spectateurs, accueillera les compétitions de football et d'athlétisme et évidemment, les cérémonies d'ouverture et de clôture des Jeux Méditerranéens. Le stade fait partie du complexe sportif de Bir El Djir, complexe dénommé "complexe Miloud Hadefi"
Le Palais des sports Hamou-Boutlélis d’une capacité d’accueil de 5 000 places, est programmé pour accueillir une partie des matchs de volley-ball lors de ces jeux méditerranéens. L’autre partie aura lieu au niveau de la salle omnisports de Sidi El Bachir à Bir El Djir.
Le Stade Ahmed-Zabana dont la capacité est de 40 000 places, accueillera le tournoi de football des Jeux méditerranéens.
Le Stade Abdelkrim-Kerroum d'une capacité d'accueil de 20 000 places, abritera des rencontres de football programmés dans le cadre de ces jeux méditerranéens.
Le nouveau stade de Mers El Hadjadj, qui dispose d’une capacité d’accueil de 5 000 places accueillera aussi des rencontres de football.
Le complexe de tennis Habib Khelil, qui se situe à Haï El Salam (ex Saint-Hubert), abritera les tournois de tennis.
Le centre équestre Antar Ibn Chaddad, appelé également l'Hippodrome Es-Senia et qui se trouve à Es-Senia, accueillera les courses de chevaux.
La Salle omnisports du complexe Miloud Hadefi de 7 000 places, qui se trouve à Bir El Djir, accueille le tournoi de handball hommes ainsi que les épreuves de gymnastique. Le tournoi de handball femmes, est programmé au niveau des salles omnisports d'Arzew et d'Aïn El Turk.
Les épreuves du water-polo ont été programmées au niveau de la piscine olympique du quartier de M’dina J’dida, ainsi que celle du nouveau complexe sportif de Sig. La finale de cette discipline se jouera au niveau du centre nautique du nouveau complexe sportif Benhaddou Bouhadjar de Bir El Djir. Ce dernier est composé de trois piscines, dont deux olympiques et une troisième semi-olympique, et qui abritera les épreuves de la natation,.
Le Centre de conventions d'Oran, regroupera les épreuves de judo, karaté, taekwondo et escrime.
Le palais des expositions de Mdina Jdida, regroupera les épreuves de boxe, lutte et haltérophilie.
Le champ de tir à Bir El Djir, abritera les épreuves de tir sportif et les compétitions de voile auront lieu au complexe touristique les Andalouses.
Le tournoi de badminton aura pour théâtre la salle omnisports d’Oued Tlelat, alors que le mini-complexe sportif la (Lofa) situé à Es-Senia, accueillera les épreuves de pétanque.

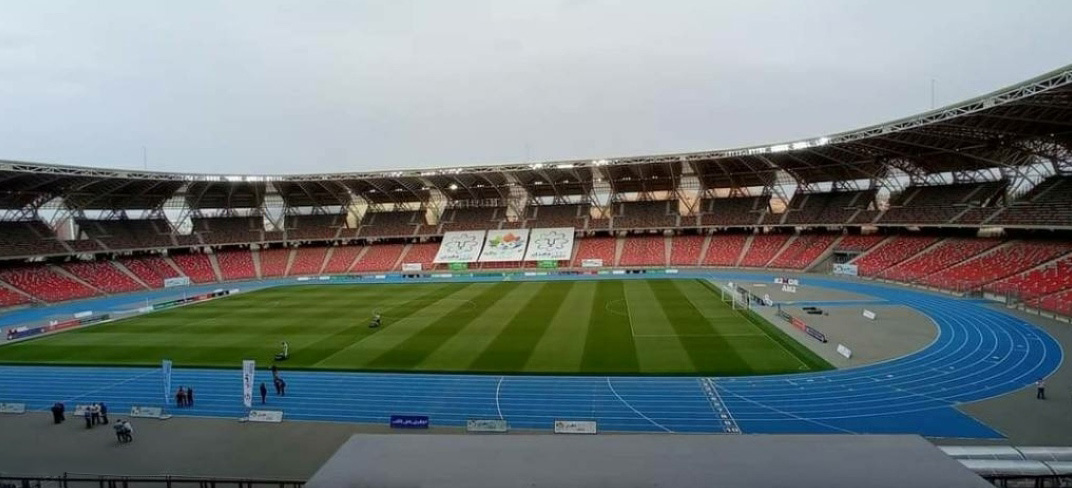
Stade olympique d'Oran
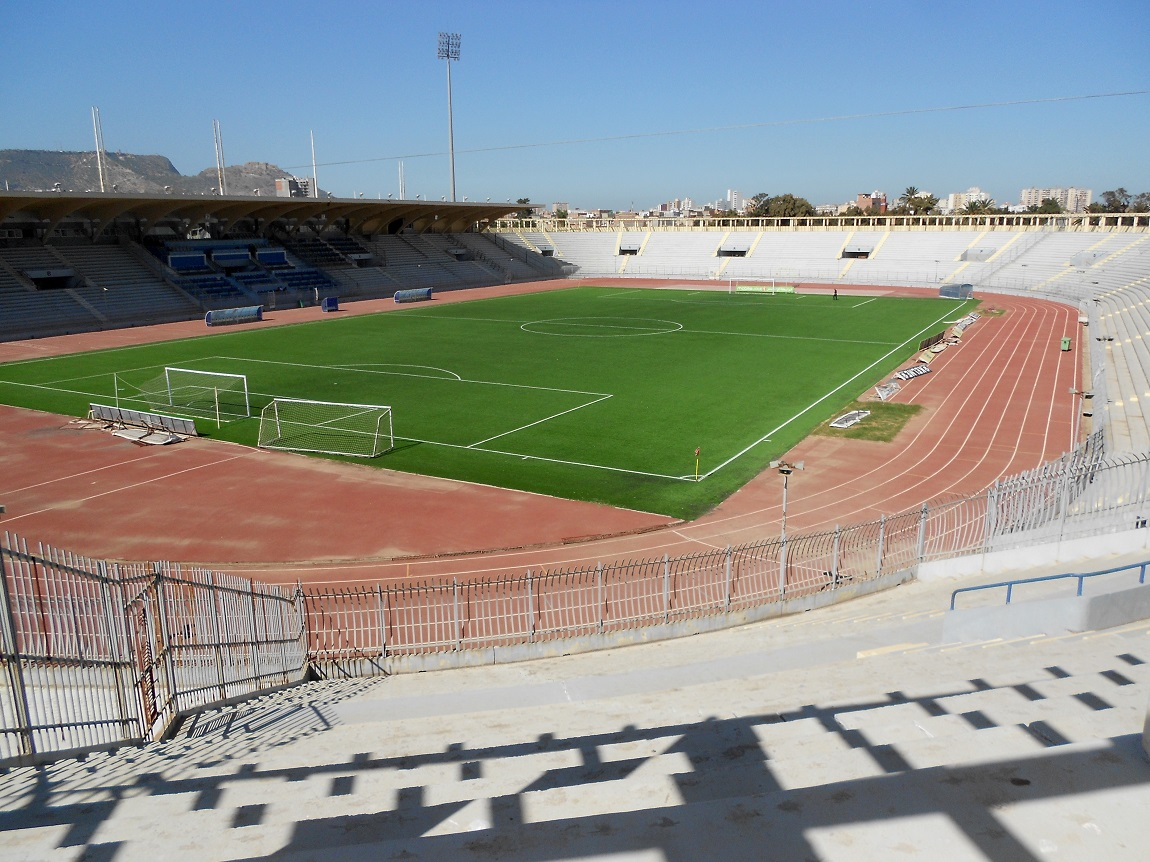
Stade Ahmed Zabana
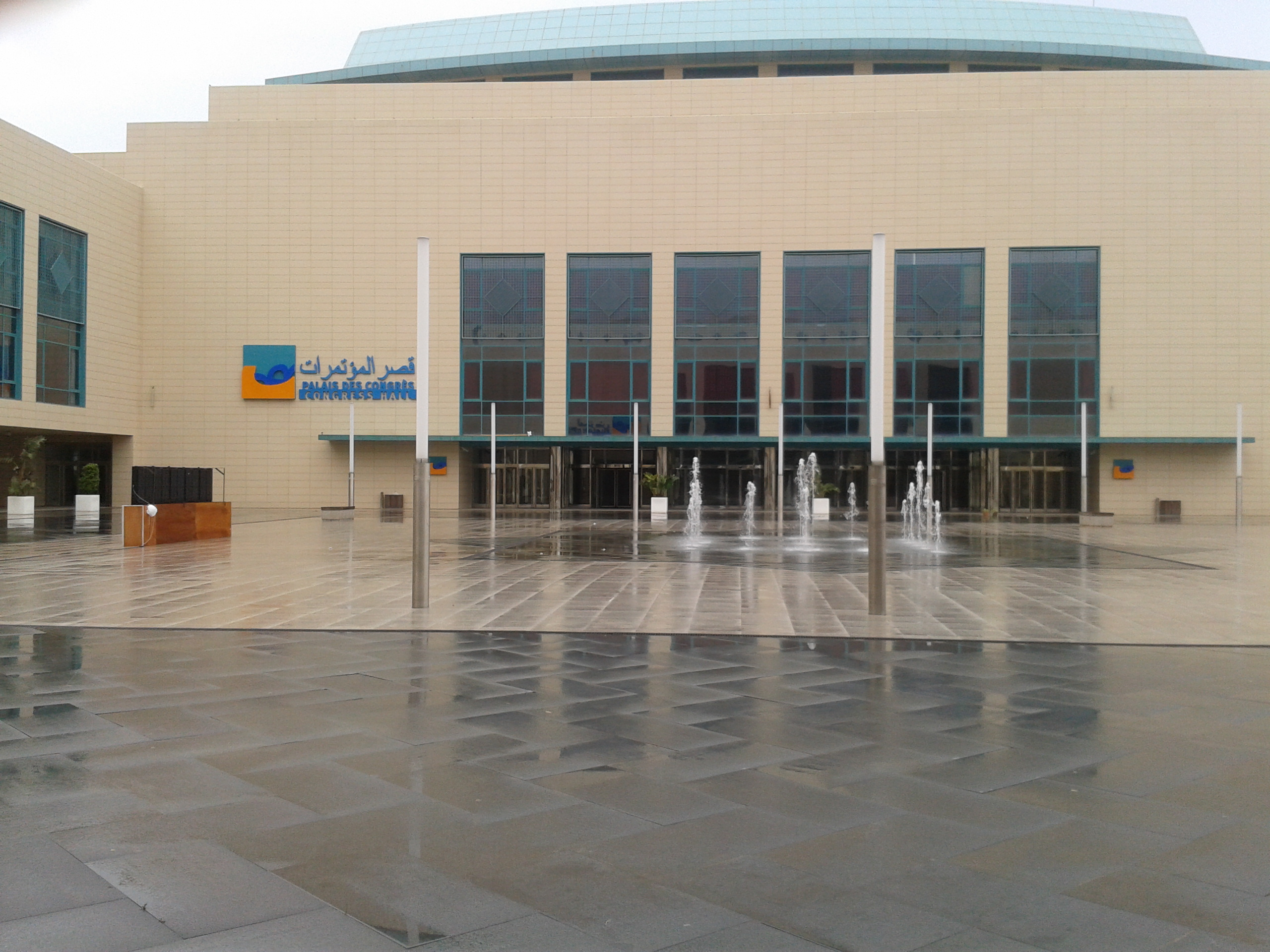
Centre des conventions d'Oran
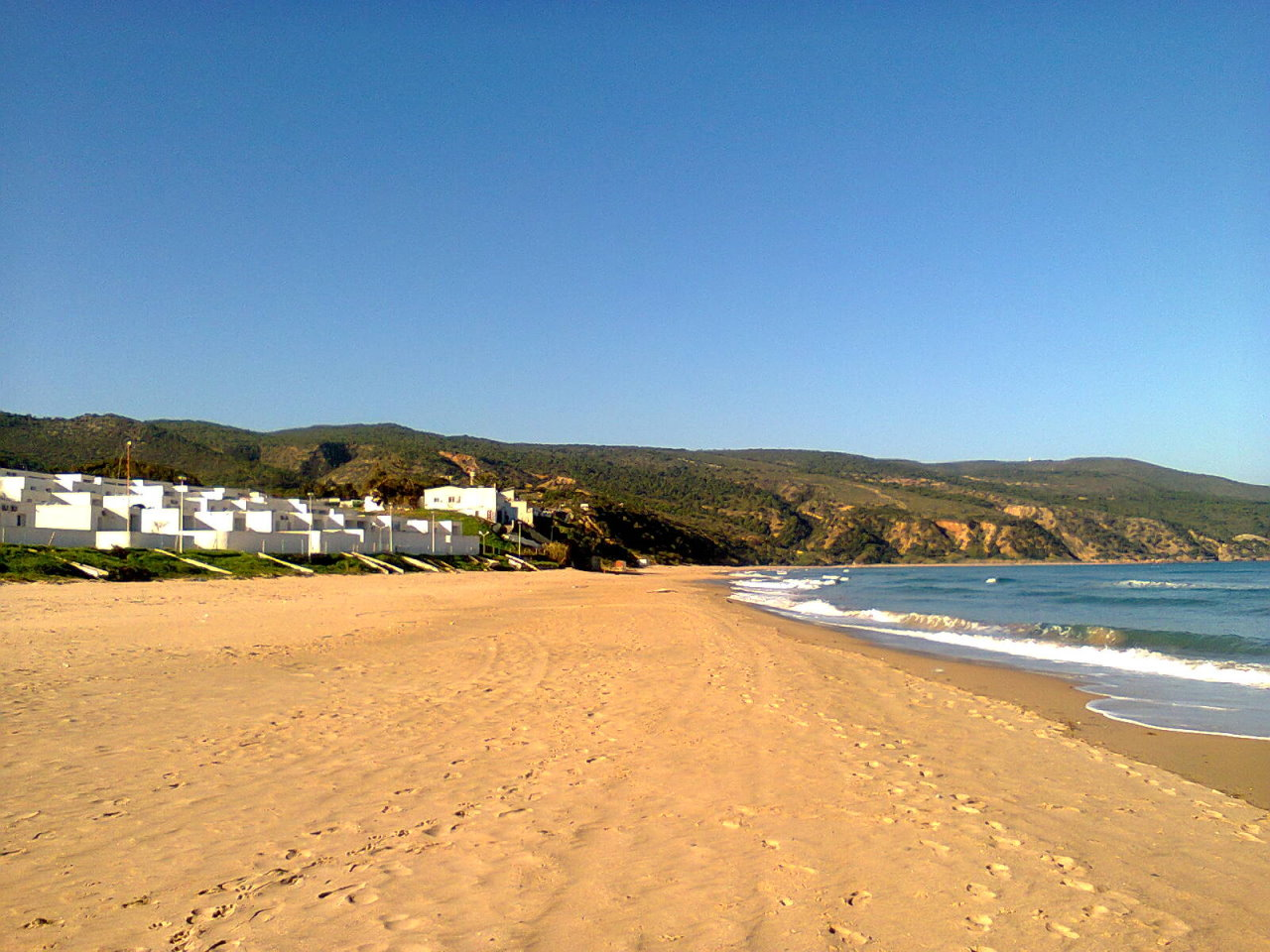
Complexe touristique les Andalouses

## Programme
Le programme présenté au 1er juin 2021 est :
|  | Cérémonies | C | Jour de compétition |  | Jour de finales |

| Sports                               | Sports            | Sports | Jour de compétition (juin / juillet) | Jour de compétition (juin / juillet) | Jour de compétition (juin / juillet) | Jour de compétition (juin / juillet) | Jour de compétition (juin / juillet) | Jour de compétition (juin / juillet) | Jour de compétition (juin / juillet) | Jour de compétition (juin / juillet) | Jour de compétition (juin / juillet) | Jour de compétition (juin / juillet) | Jour de compétition (juin / juillet) | Jour de compétition (juin / juillet) | Jour de compétition (juin / juillet) |
| Sports                               | Sports            | Sports | 24                                   | 25                                   | 26                                   | 27                                   | 28                                   | 29                                   | 30                                   | 1                                    | 2                                    | 3                                    | 4                                    | 5                                    | 6                                    |
| ------------------------------------ | ----------------- | ------ | ------------------------------------ | ------------------------------------ | ------------------------------------ | ------------------------------------ | ------------------------------------ | ------------------------------------ | ------------------------------------ | ------------------------------------ | ------------------------------------ | ------------------------------------ | ------------------------------------ | ------------------------------------ | ------------------------------------ |
| Cérémonies                           | Cérémonies        |        |                                      | O                                    |                                      |                                      |                                      |                                      |                                      |                                      |                                      |                                      |                                      |                                      | C                                    |
| Athlétisme                           |                   |        |                                      |                                      |                                      |                                      |                                      |                                      |                                      |                                      |                                      |                                      |                                      |                                      |                                      |
| Badminton                            | Badminton         |        |                                      |                                      | C                                    |                                      | C                                    | C                                    |                                      |                                      |                                      |                                      |                                      |                                      |                                      |
| Basket-ball                          | Basket-ball à 3   |        |                                      |                                      |                                      |                                      |                                      |                                      | C                                    | C                                    | C                                    |                                      |                                      |                                      |                                      |
| Boules                               | Boules            |        |                                      |                                      | C                                    | C                                    |                                      |                                      |                                      |                                      |                                      |                                      |                                      |                                      |                                      |
| Boxe                                 | Boxe              |        |                                      |                                      | C                                    | C                                    | C                                    | C                                    |                                      |                                      |                                      |                                      |                                      |                                      |                                      |
| Cyclisme                             |                   |        |                                      |                                      |                                      |                                      |                                      |                                      |                                      |                                      |                                      |                                      |                                      |                                      |                                      |
| Équitation                           |                   |        |                                      |                                      |                                      |                                      |                                      |                                      |                                      |                                      |                                      |                                      |                                      |                                      |                                      |
| Escrime                              |                   |        |                                      |                                      |                                      |                                      |                                      |                                      |                                      |                                      |                                      |                                      |                                      |                                      |                                      |
| Football masculin                    | Football masculin |        |                                      |                                      | C                                    |                                      | C                                    |                                      | C                                    |                                      | C                                    |                                      |                                      |                                      |                                      |
| Gymnastique                          | Artistique        |        |                                      |                                      |                                      |                                      |                                      |                                      |                                      |                                      |                                      |                                      |                                      |                                      |                                      |
| Haltérophilie                        |                   |        |                                      |                                      |                                      |                                      |                                      |                                      |                                      |                                      |                                      |                                      |                                      |                                      |                                      |
| Handball                             | Handball          |        |                                      |                                      |                                      | C                                    | C                                    |                                      | C                                    | C                                    | C                                    |                                      | C                                    |                                      |                                      |
| Judo                                 |                   |        |                                      |                                      |                                      |                                      |                                      |                                      |                                      |                                      |                                      |                                      |                                      |                                      |                                      |
| Karaté                               |                   |        |                                      |                                      |                                      |                                      |                                      |                                      |                                      |                                      |                                      |                                      |                                      |                                      |                                      |
| Lutte                                | Lutte             |        |                                      |                                      | C                                    |                                      |                                      |                                      |                                      |                                      |                                      |                                      |                                      |                                      |                                      |
| Natation                             | Natation          |        |                                      |                                      |                                      |                                      |                                      |                                      |                                      |                                      |                                      |                                      |                                      |                                      |                                      |
| Natation                             | Water-polo        |        | C                                    | C                                    | C                                    | C                                    | C                                    | C                                    |                                      |                                      |                                      |                                      |                                      |                                      |                                      |
| Taekwondo                            |                   |        |                                      |                                      |                                      |                                      |                                      |                                      |                                      |                                      |                                      |                                      |                                      |                                      |                                      |
| Tennis                               | Tennis            |        |                                      |                                      |                                      | C                                    | C                                    | C                                    |                                      |                                      |                                      |                                      |                                      |                                      |                                      |
| Tennis de table                      | Tennis de table   |        |                                      |                                      | C                                    |                                      | C                                    | C                                    |                                      |                                      |                                      |                                      |                                      |                                      |                                      |
| Tir                                  | Tir               |        |                                      |                                      |                                      |                                      | C                                    |                                      |                                      |                                      |                                      |                                      |                                      |                                      |                                      |
| Tir à l’arc                          | Tir à l’arc       |        |                                      |                                      |                                      |                                      |                                      | C                                    | C                                    |                                      |                                      |                                      |                                      |                                      |                                      |
| Voile                                | Voile             |        |                                      |                                      |                                      | C                                    | C                                    |                                      | C                                    | C                                    | C                                    |                                      |                                      |                                      |                                      |
| Volley-ball                          | en salle          |        |                                      |                                      | C                                    | C                                    | C                                    |                                      | C                                    | C                                    | C                                    |                                      |                                      |                                      |                                      |
|                                      |                   |        | 24                                   | 25                                   | 26                                   | 27                                   | 28                                   | 29                                   | 30                                   | 1                                    | 2                                    | 3                                    | 4                                    | 5                                    | 6                                    |
| Jour de compétition (juin / juillet) |                   |        |                                      |                                      |                                      |                                      |                                      |                                      |                                      |                                      |                                      |                                      |                                      |                                      |                                      |

## Tableau des médailles
L'Italie est la première nation en termes de médaille (159) et de titre (48) ; L'Algérie, pays hôte, totalise 53 médailles.
Seuls Andorre ,Palestine et le Liban n'ont pas obtenu de médailles parmi les 26 pays participants.
| Rang | Nation             | Or  | Argent | Bronze | Total |
| ---- | ------------------ | --- | ------ | ------ | ----- |
| 1    | Italie             | 48  | 50     | 61     | 159   |
| 2    | Turquie            | 45  | 26     | 37     | 108   |
| 3    | France             | 21  | 24     | 36     | 81    |
| 4    | Algérie            | 20  | 17     | 16     | 53    |
| 5    | Espagne            | 16  | 25     | 25     | 66    |
| 6    | Égypte             | 13  | 15     | 23     | 51    |
| 7    | Serbie             | 13  | 7      | 11     | 31    |
| 8    | Grèce              | 10  | 11     | 10     | 31    |
| 9    | Portugal           | 7   | 10     | 8      | 25    |
| 10   | Tunisie            | 6   | 8      | 13     | 27    |
| 11   | Slovénie           | 6   | 8      | 9      | 23    |
| 12   | Croatie            | 6   | 7      | 10     | 23    |
| 13   | Chypre             | 5   | 2      | 7      | 14    |
| 14   | Syrie              | 4   | 3      | 0      | 7     |
| 15   | Maroc              | 3   | 13     | 17     | 33    |
| 16   | Kosovo             | 3   | 0      | 3      | 6     |
| 17   | Saint-Marin        | 2   | 1      | 3      | 6     |
| 18   | Albanie            | 2   | 1      | 1      | 4     |
| 19   | Bosnie-Herzégovine | 2   | 0      | 6      | 8     |
| 20   | Monténégro         | 1   | 4      | 2      | 7     |
| 21   | Macédoine du Nord  | 1   | 0      | 2      | 3     |
| 22   | Monaco             | 1   | 0      | 0      | 1     |
| 23   | Malte              | 0   | 1      | 0      | 1     |
| 24   | Libye              | 0   | 0      | 1      | 1     |
|      | Total              | 235 | 233    | 301    | 769   |

## Galerie

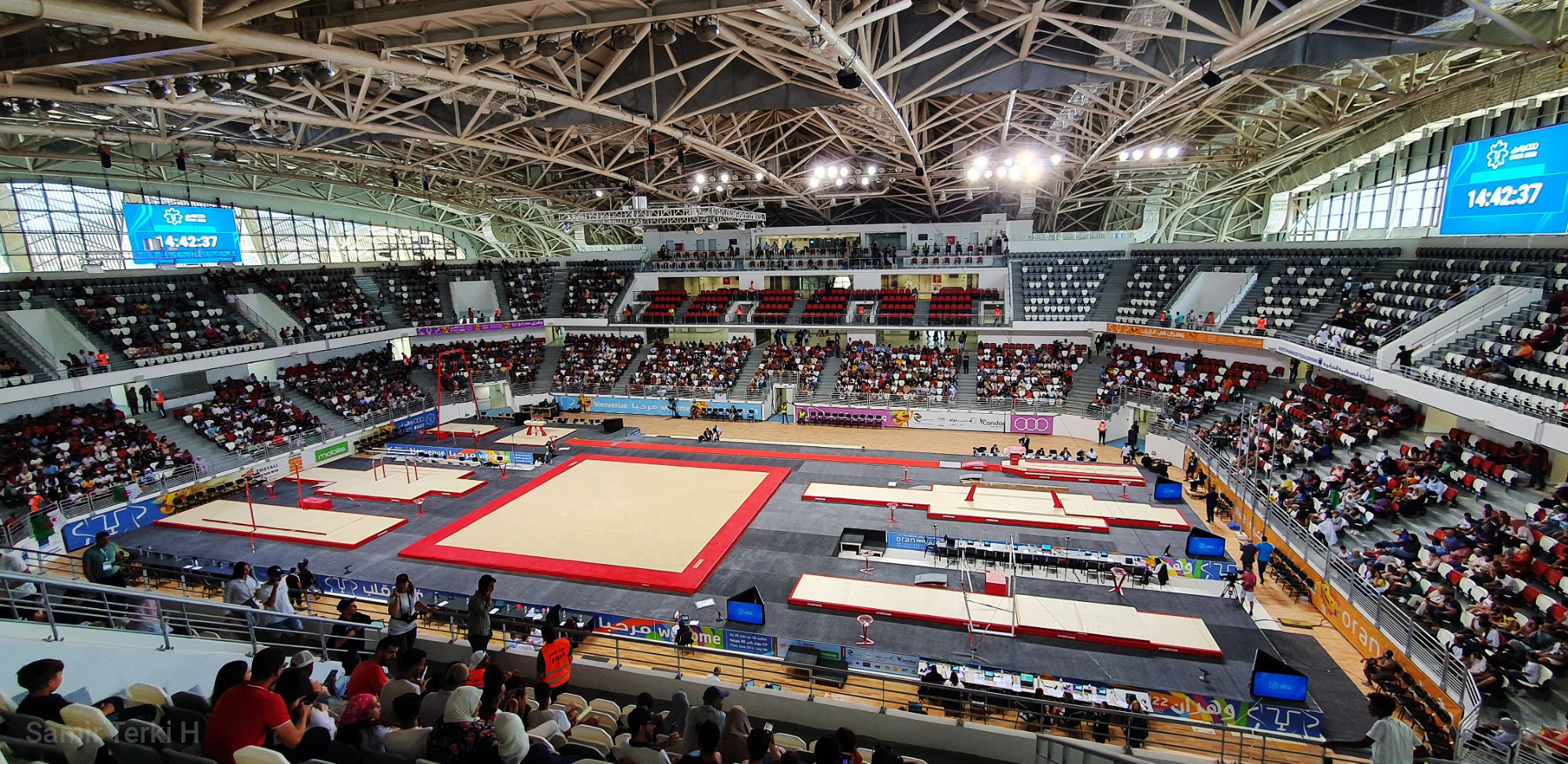
Salle olympique Miloud Hadefi